# جائزة رئيس الاتحاد الأوروبي لكرة القدم
جائزة رئيس الاتحاد الأوروبي لكرة القدم (بالإنجليزية: UEFA President's Award)‏ هي جائزة تُسلم لصاحب الإنجازات المتميزة والتميز المهني والصفات الشخصية المثالية.أنشئت في عام 1998. عادةً ما يتم منح الجائزة سنويًا لشخصية كرة القدم التي يُعتقد أنها حققت تقدمًا في تطوير اللعبة ونجاحها.
ديدييه دروغبا يعتبر أول لاعب أفريقي وأول لاعب من خارج أوروبا يحصل على الجائزة حيث ان كل اللاعبين الحاصلين على الجائزة من قارة أوروبا

## الفائزين
| العام | الفائز | م.    |
| ----- | --- | ----- |
| 1998  | جاك ديلور | [ 1 ] |
| 1999  | لم تُمنح | [ 1 ] |
| 2000  | غاي رو | [ 1 ] |
| 2001  | خوان سانتيستيبان | [ 1 ] |
| 2002  | بوبي روبسون | [ 1 ] |
| 2003  | باولو مالديني | [ 1 ] |
| 2004  | إيرني ووكر | [ 1 ] |
| 2005  | فرانك ريكارد | [ 1 ] |
| 2006  | ويلفريد ستراوب | [ 1 ] |
| 2007  | ألفريدو دي ستيفانو | [ 1 ] |
| 2008  | بوبي تشارلتون | [ 1 ] |
| 2009  | أوزيبيو | [ 1 ] |
| 2010  | ريموند كوبا | [ 1 ] |
| 2011  | جاني ريفيرا | [ 1 ] |
| 2012  | فرانتس بكنباور | [ 1 ] |
| 2013  | يوهان كرويف | [ 1 ] |
| 2014  | يوسيف ماسوبست | [ 1 ] |
| 2015  | لم تُمنح | [ 1 ] |
| 2016  | لم تُمنح | [ 1 ] |
| 2017  | فرانشيسكو توتي | [ 1 ] |
| 2018  | ديفيد بيكهام | [ 1 ] |
| 2019  | إيريك كانتونا | [ 4 ] |
| 2020  | ديدييه دروغبا | [ 3 ] |
| 2021  | موجينز كروتزفيلد فريدريك فلينستيد أندرس بوزين بيدير إرسجارد جينس كلاينفيلد فالنتين فيليكوف مورتن سكجولداجر مورتن بوسين سيمون كيير | [ 5 ] |

## وصلات خارجية
- جائزة رئيس الاتحاد الأوروبي لكرة القدم على UEFA.org